# Lenina (rejon wołowski)
Lenina (ros. Ленина) – osiedle typu wiejskiego w zachodniej Rosji, w sielsowiecie ożogińskim rejonu wołowskiego w obwodzie lipieckim.

## Geografia
Miejscowość położona nad rzeką Ołym, 3,5 km od centrum administracyjnego sielsowietu ożogińskiego (Iwanowka), 14,5 km od centrum administracyjnego rejonu (Wołowo), 122 km od stolicy obwodu (Lipieck).
W granicach miejscowości znajduje się ulica Lenina (23 posesje).

## Demografia
W 2012 r. miejscowość liczyła sobie 45 mieszkańców.